# Château Hohentübingen

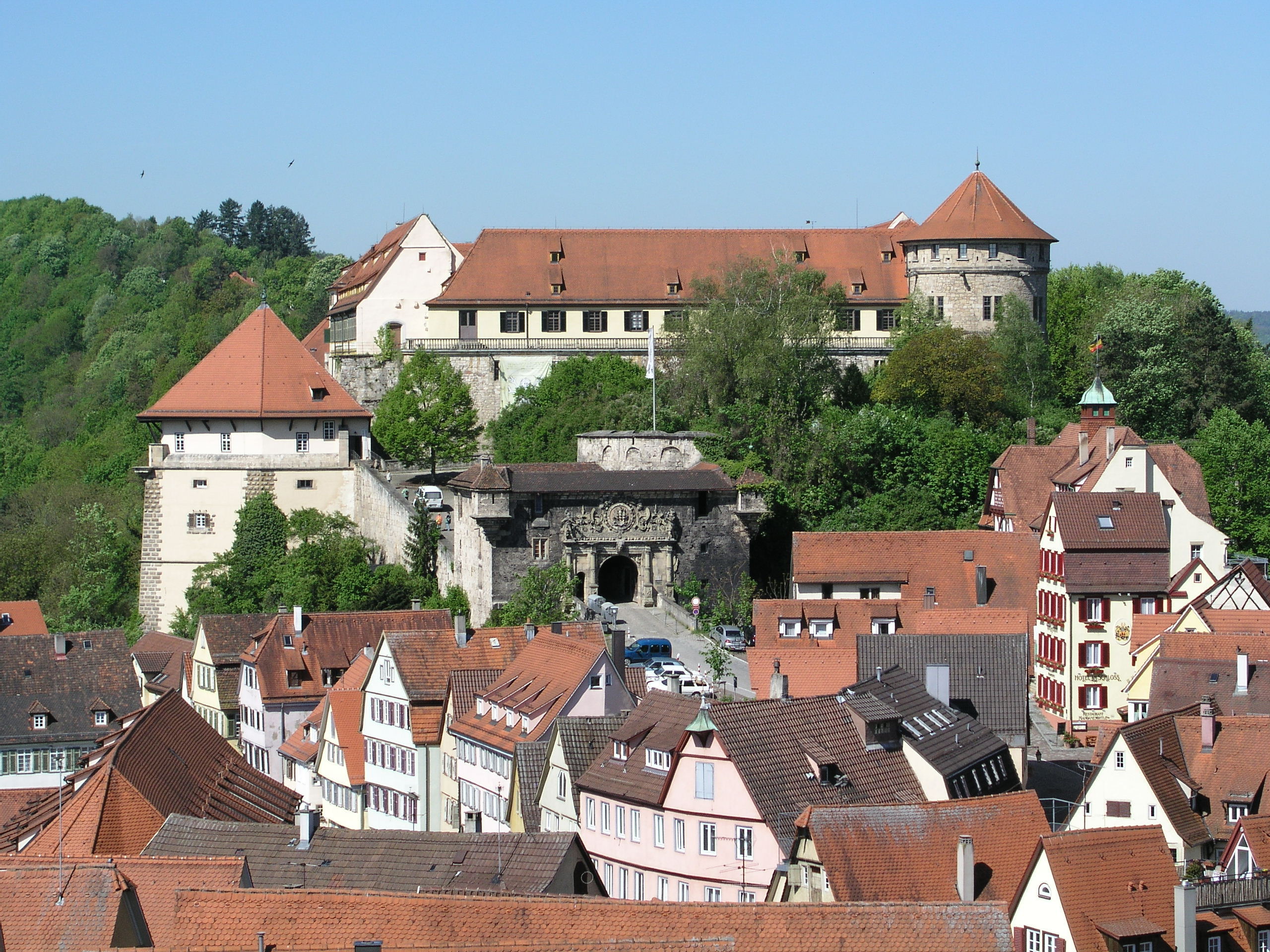
Château Hohentübingen

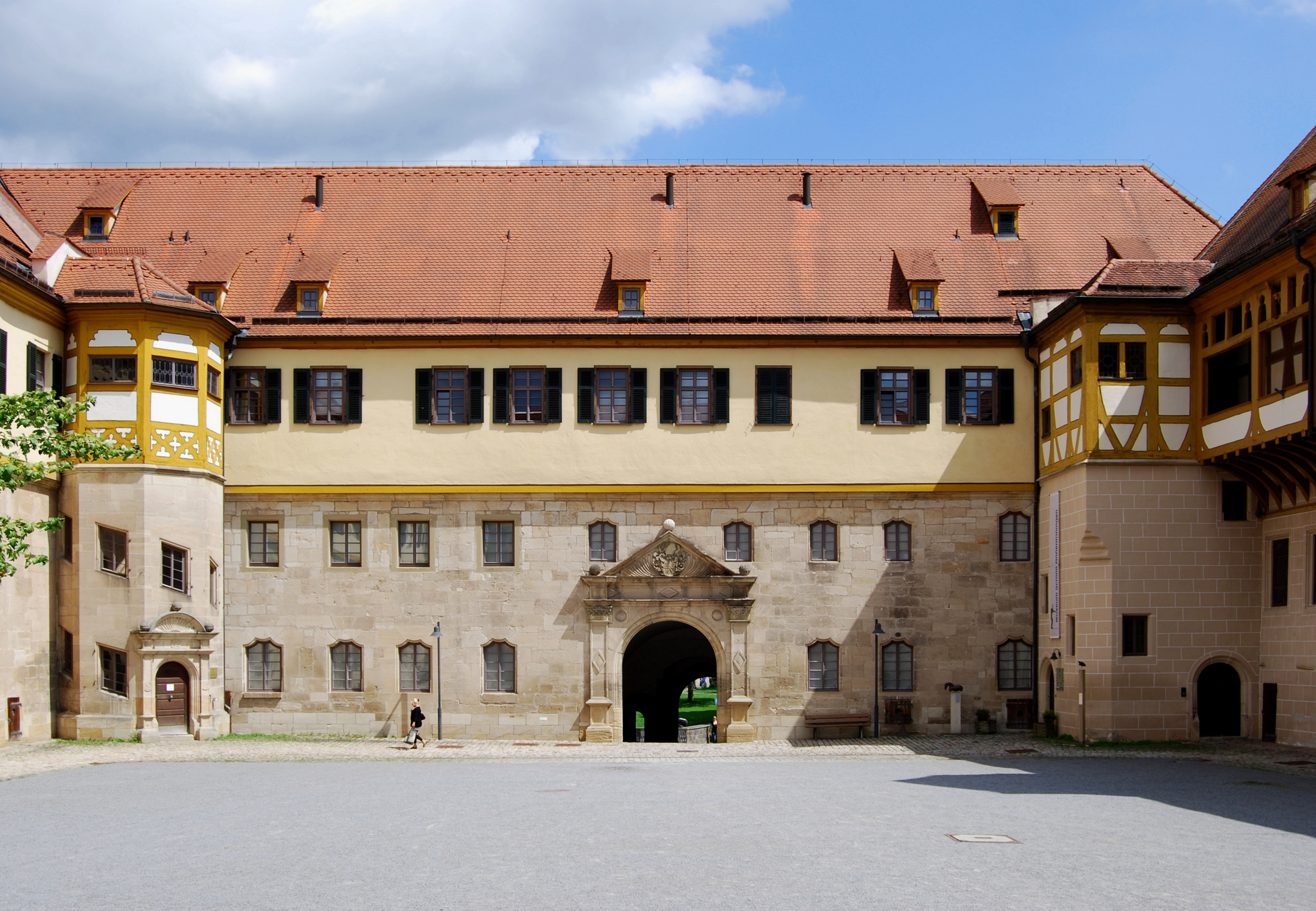
La cour du château

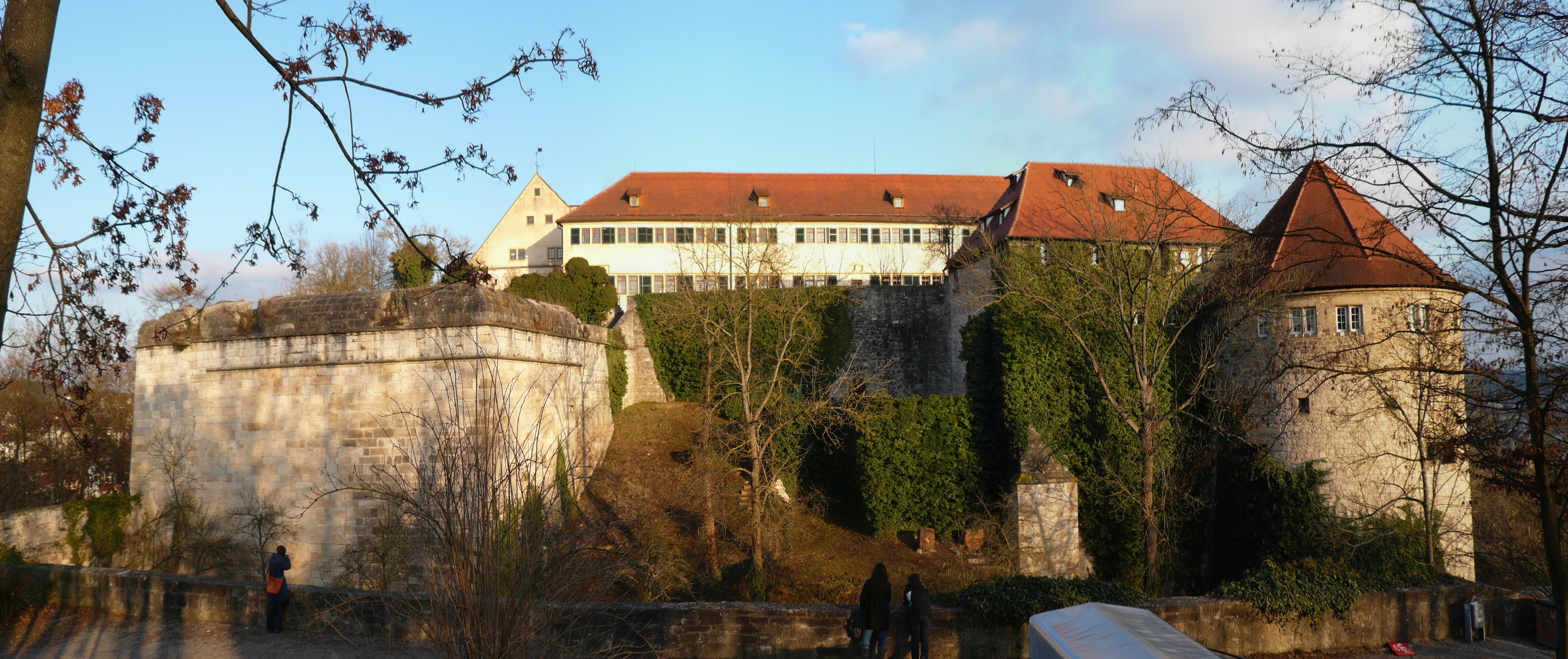
Le côté ouest du château

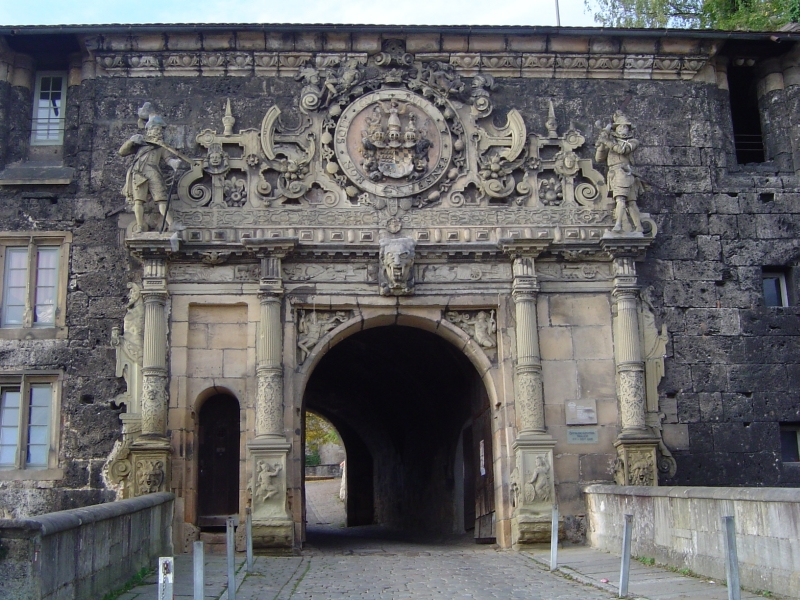
La porte principale du château

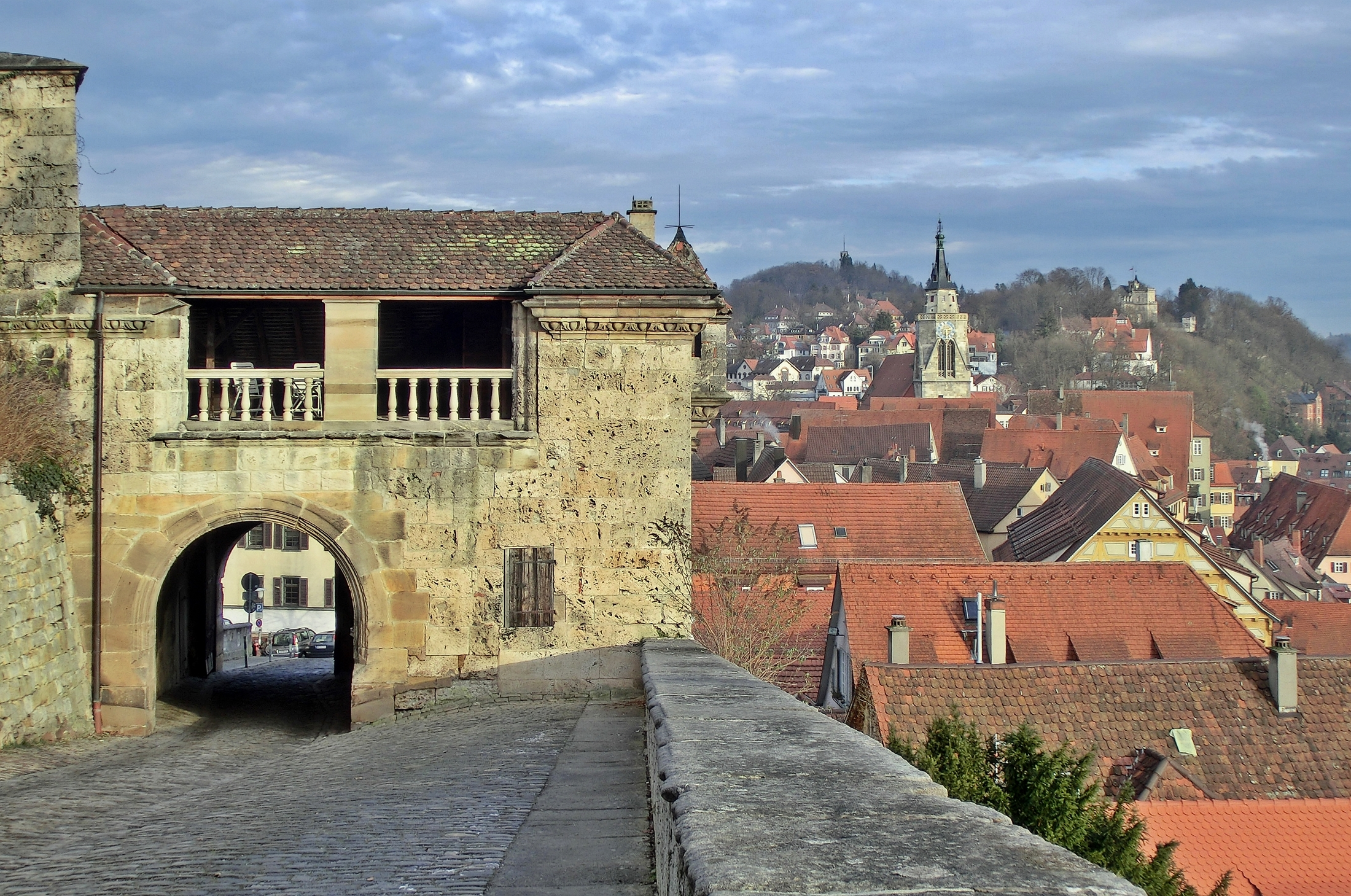
Vue sur la vieille ville depuis l'intérieur du château

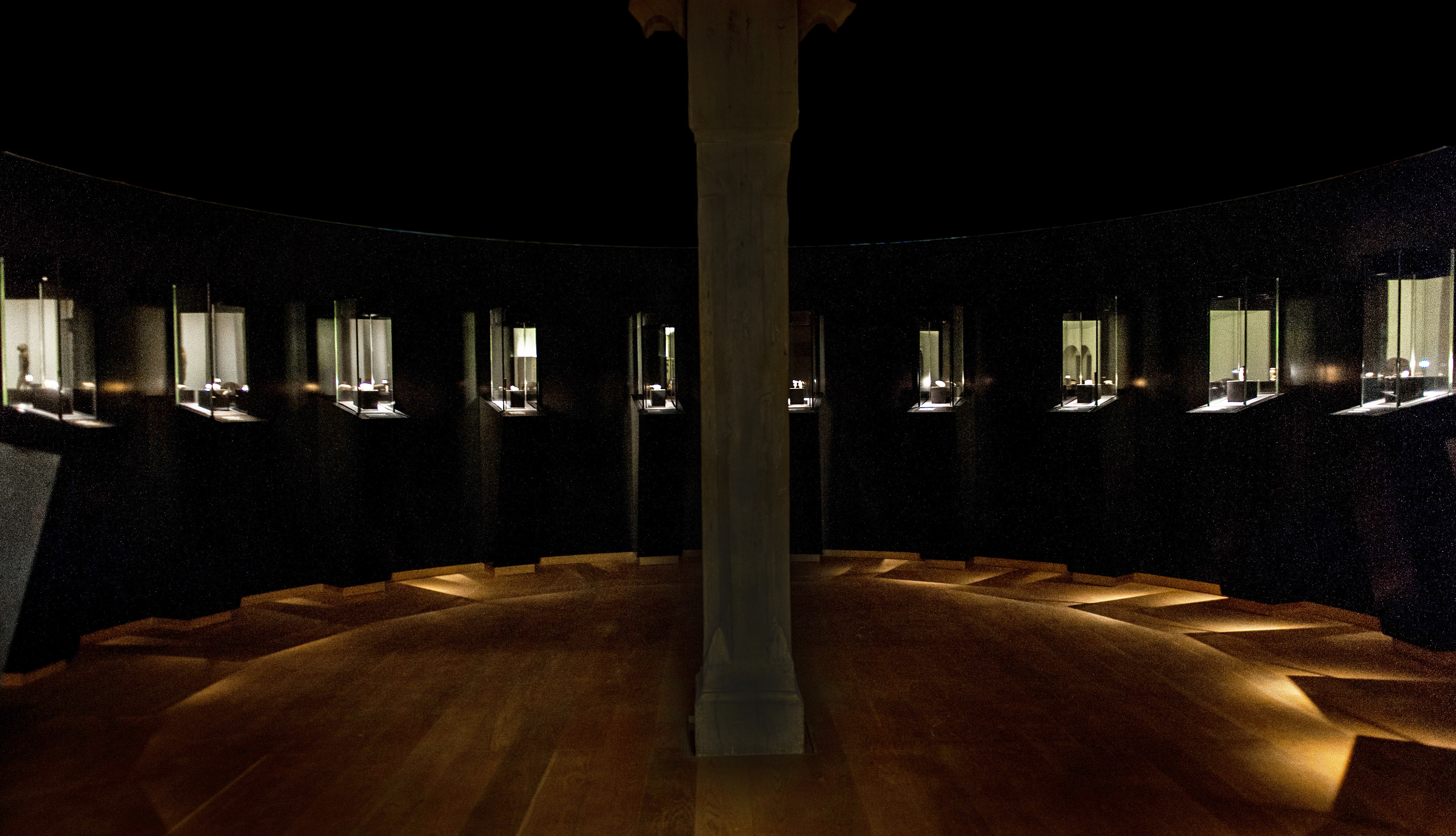
Le musée des cultures Anciennes

Le Château Hohentübingen est situé sur un éperon rocheux au cœur de la ville de Tübingen. Construit au XIe siècle, il a été agrandi au XVIe siècle ce qui lui donne à la fois les apparences d'un château médiéval et d'une forteresse plus moderne. L'astronome souabe Bohnenberger y installa l'observatoire ducal au début du XIXe siècle.

## Histoire
Hohentübingen a probablement été construit vers 1037.